# Orquesta Filarmónica de Los Ángeles

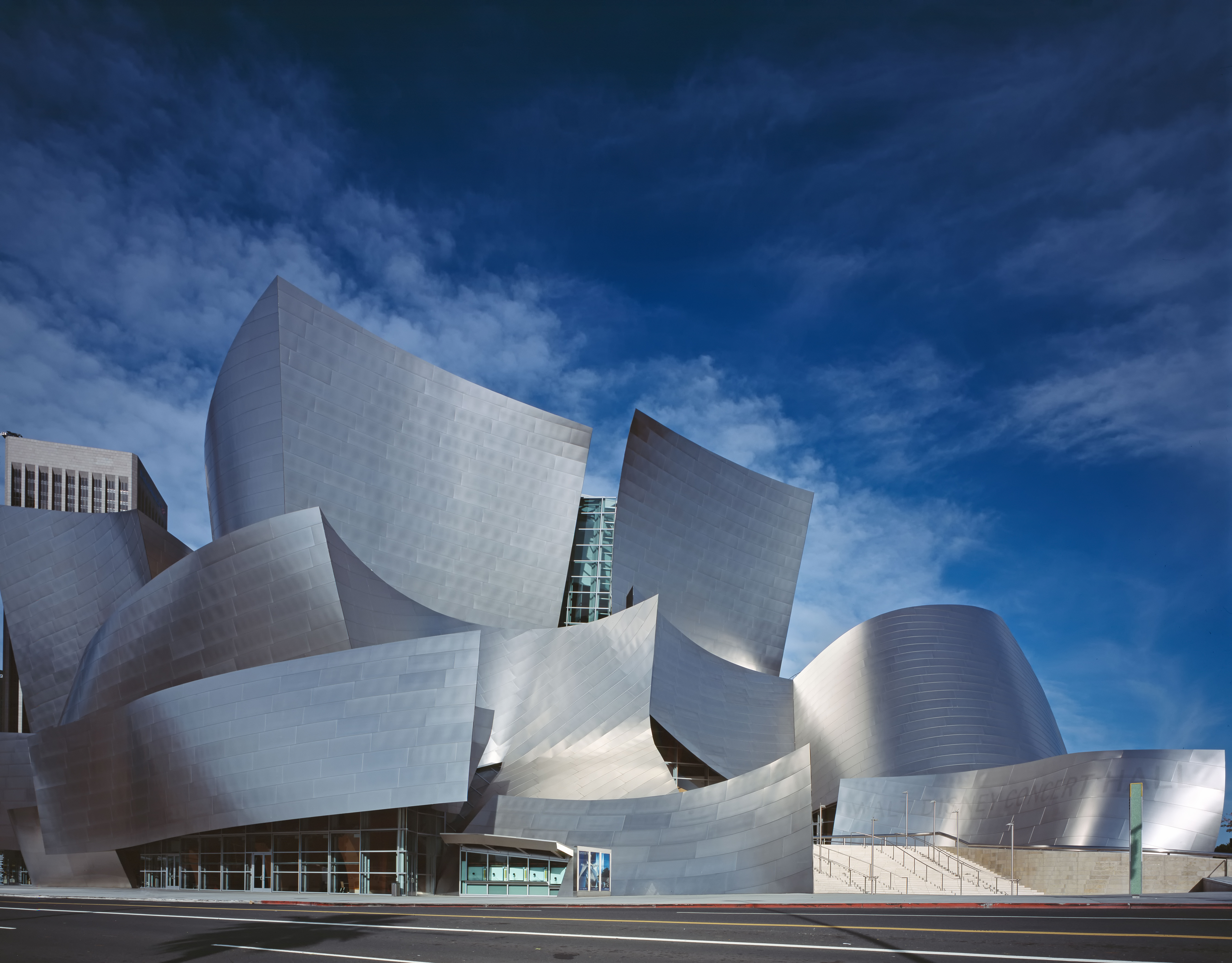
Walt Disney Concert Hall, sede de la orquesta desde 2003

La Orquesta Filarmónica de Los Ángeles (en inglés: Los Angeles Philharmonic, abreviado como LA Phil, LAP o LAPO) es una orquesta sinfónica con sede en Los Ángeles, Estados Unidos. 

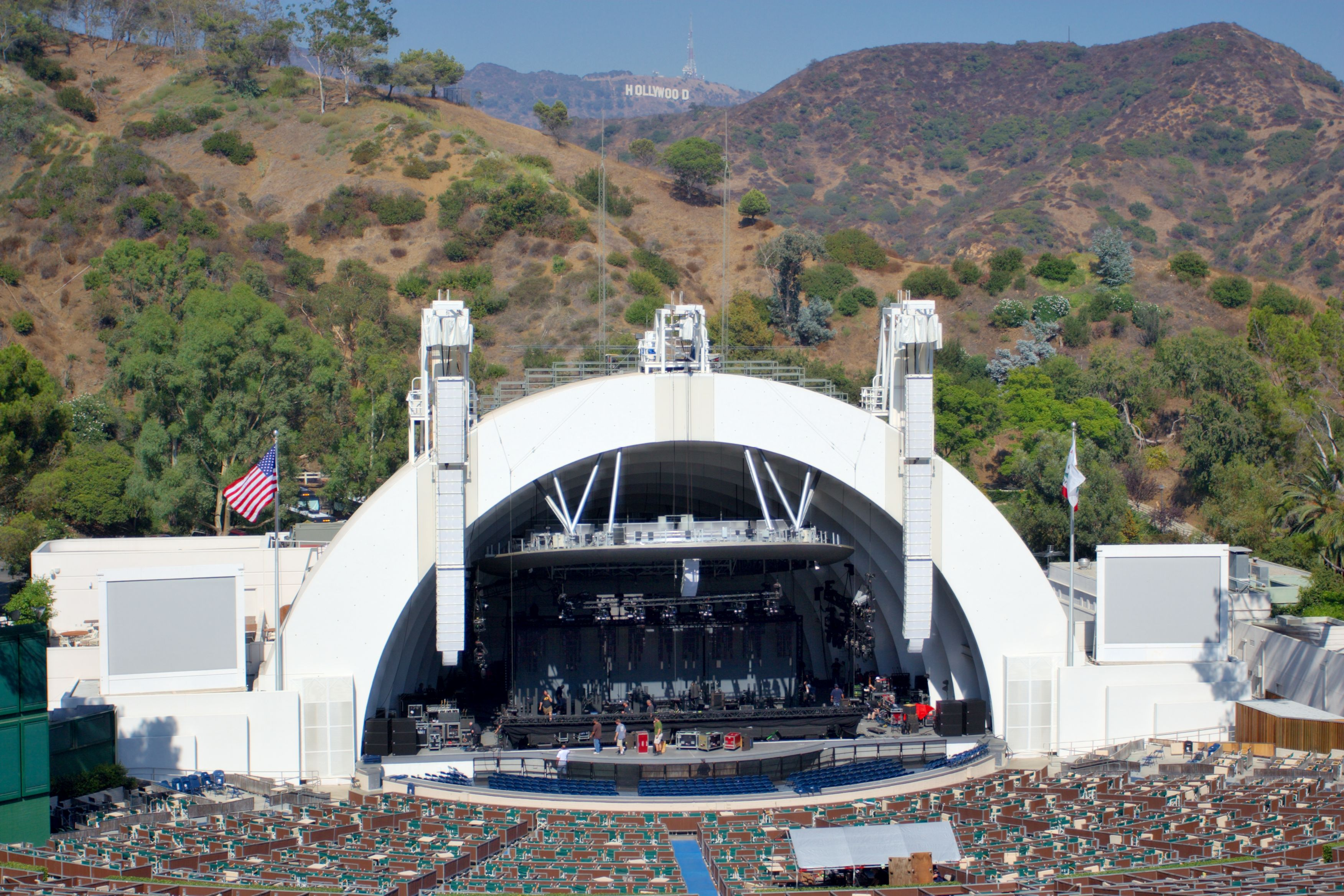
Hollywood bowl and sign

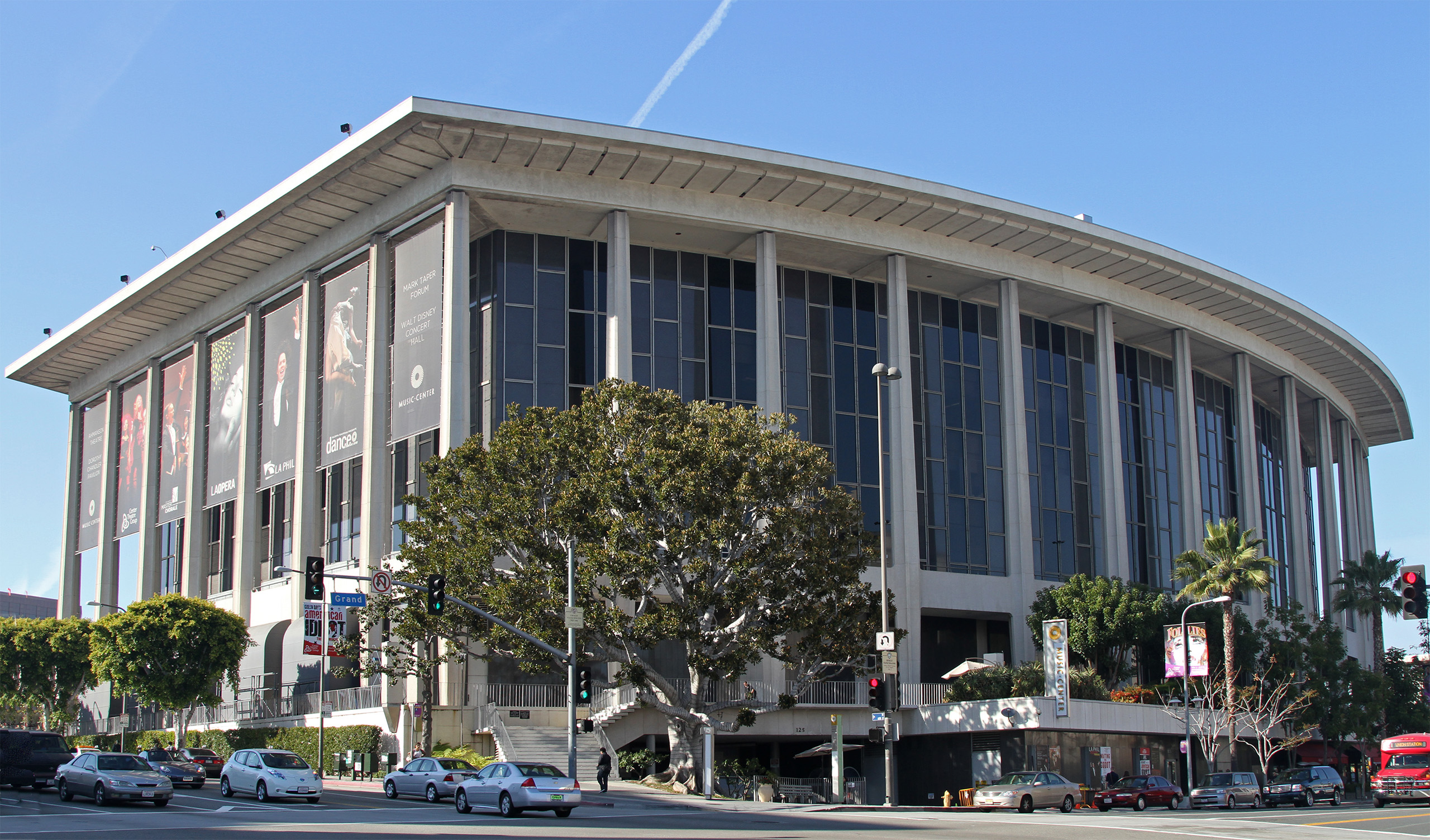
Dorothy Chandler Pavilion, sede de la orquesta de 1964 a 2003

## Historia

### 1919-1933: Fundación de la Filarmónica

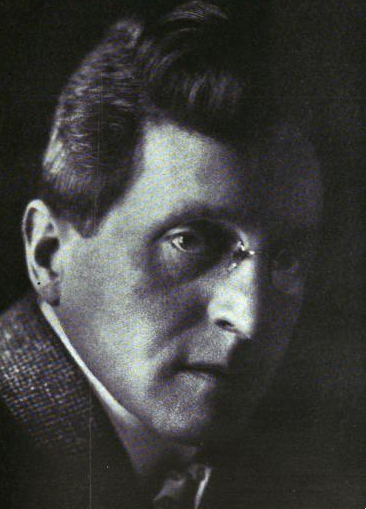
Walter Henry Rothwell

La orquesta fue fundada y financiada en 1919 por William Andrews Clark, Jr., un barón del cobre, entusiasta de las artes y violinista a tiempo parcial. Originalmente pidió a Serguéi Rajmáninov ser el primer director musical de la Filarmónica; sin embargo, Rajmáninov se había mudado recientemente a Nueva York, y no deseaba mudarse de nuevo. Clark 

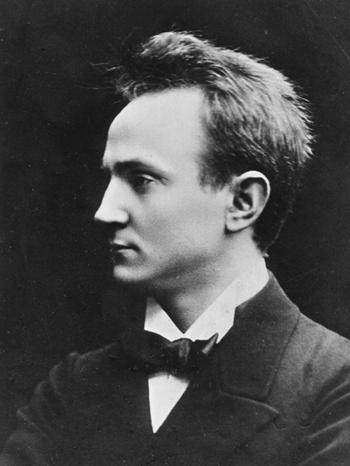
Georg Schnellevoigt

seleccionó a Walter Henry Rothwell, ex asistente de Gustav Mahler, como director musical, y contrató a varios músicos principales de las orquestas de la Costa Este y otros de la pronto extinta Sinfónica de Los Ángeles. La orquesta tocó su primer concierto en el Auditorio Trinity el mismo año, once días después de su primer ensayo. El propio Clark a veces se sentaba y tocaba con la segunda sección de violines.
Después de la muerte de Rothwell en 1927, los directores de música posteriores en la década de los 20 incluyeron a Georg Schnellevoigt y Artur Rodzinski.

### 1933-1950: Harvey Mudd rescata la orquesta

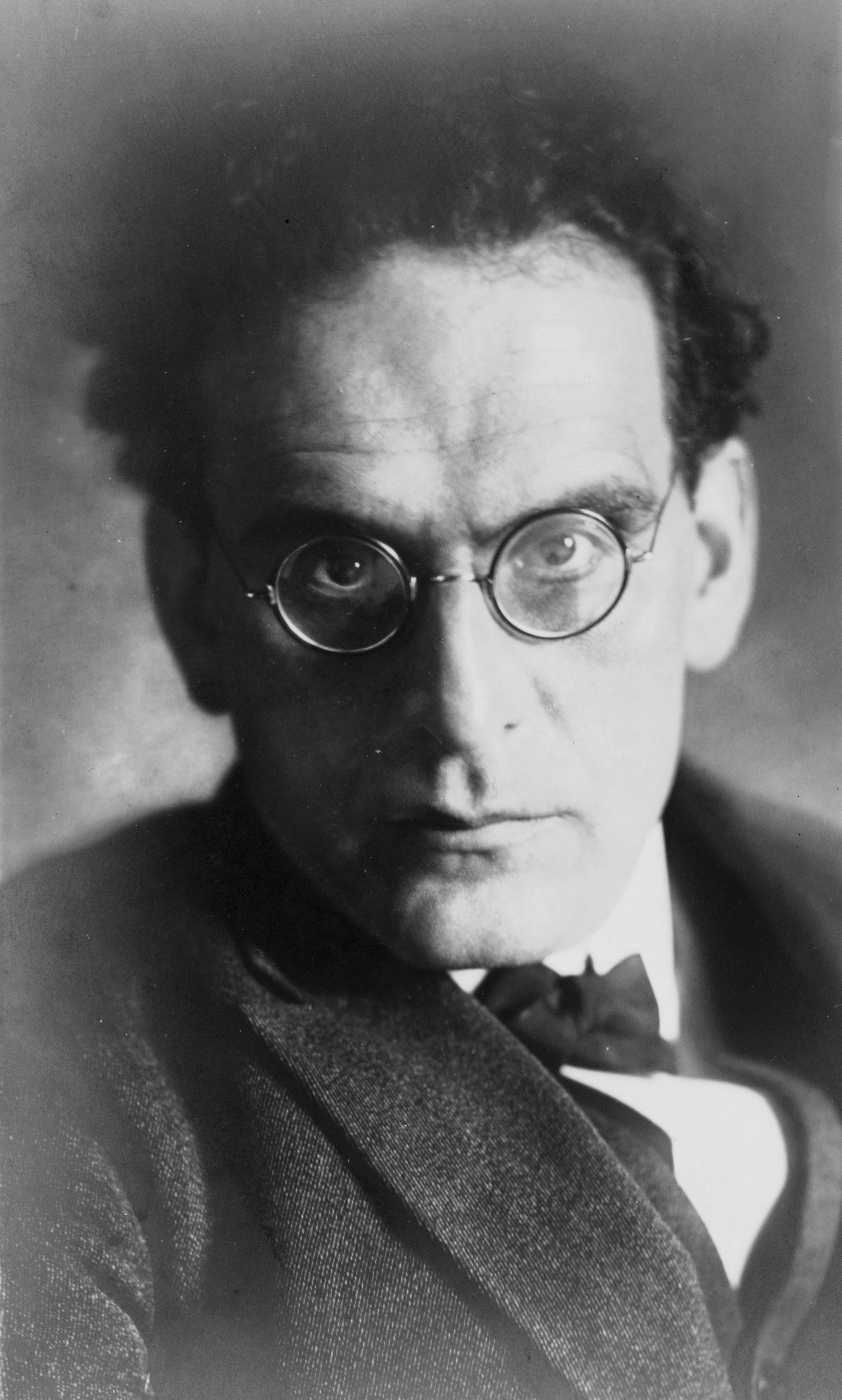
Otto Klemperer

Otto Klemperer se convirtió en director musical en 1933, formando parte del gran grupo de emigrantes alemanes que huían de la Alemania nazi. Realizó muchos estrenos en LA Phil, e introdujo a las audiencias de Los Ángeles a importantes obras nuevas de Igor Stravinsky y Arnold Schoenberg. La orquesta respondió bien a su liderazgo, pero Klemperer tuvo dificultades para adaptarse al sur de California, situación exacerbada por repetidos episodios de depresión.
Las cosas se complicaron aún más cuando el fundador William Andrews Clark murió sin dejar a la orquesta una dotación. La recién formada Asociación Sinfónica del Sur de California fue creada con el objetivo de estabilizar el financiamiento de la orquesta, con el presidente de la asociación, Harvey Mudd, contribuyendo personalmente para garantizar el salario de Klemperer. Los conciertos de la Filarmónica en el Hollywood Bowl también trajeron ingresos muy necesarios. Con eso, la orquesta logró sobrevivir a lo peor de los años de la Gran Depresión aún intacta.
Luego, después de completar la temporada de verano de 1939 en el Hollywood Bowl, Klemperer visitaba Boston y fue diagnosticado incorrectamente con un tumor cerebral, y la subsiguiente intervención quirúrgica lo dejó parcialmente paralizado. Entró en un estado depresivo y fue internado. Cuando escapó, The New York Times publicó una portada que lo declaraba desaparecido. Después de que lo encontraron en Nueva Jersey, una foto de él tras las rejas fue impresa en el New York Herald Tribune. Posteriormente perdió el cargo de director musical, aunque de vez en cuando dirigía la Filarmónica. Llevó a cabo algunos conciertos importantes, tales como la ejecución de la orquesta en el estreno de la sinfonía en tres movimientos de Stravinsky en 1946.
A Sir John Barbirolli se le ofreció el cargo de director musical después de que su contrato con la Filarmónica de Nueva York expirara en 1942. Él rechazó la oferta y optó por regresar a Inglaterra. Al año siguiente, Alfred Wallenstein fue elegido por Mudd para dirigir la orquesta. El violonchelista principal de la Filarmónica de Nueva York, fue el miembro más joven de la Filarmónica de Los Ángeles cuando fue fundada en 1919. Se dedicó a la dirección a sugerencia de Arturo Toscanini. Había dirigido la L.A. Philharmonic en el Hollywood Bowl en varias ocasiones y, en 1943, asumió el puesto de director musical. Entre los puntos destacados de la dirección de Wallenstein fueron las grabaciones de conciertos con solistas como Jascha Heifetz y Arthur Rubinstein.

### 1951-1968: la influencia de Dorothy Buffum Chandler

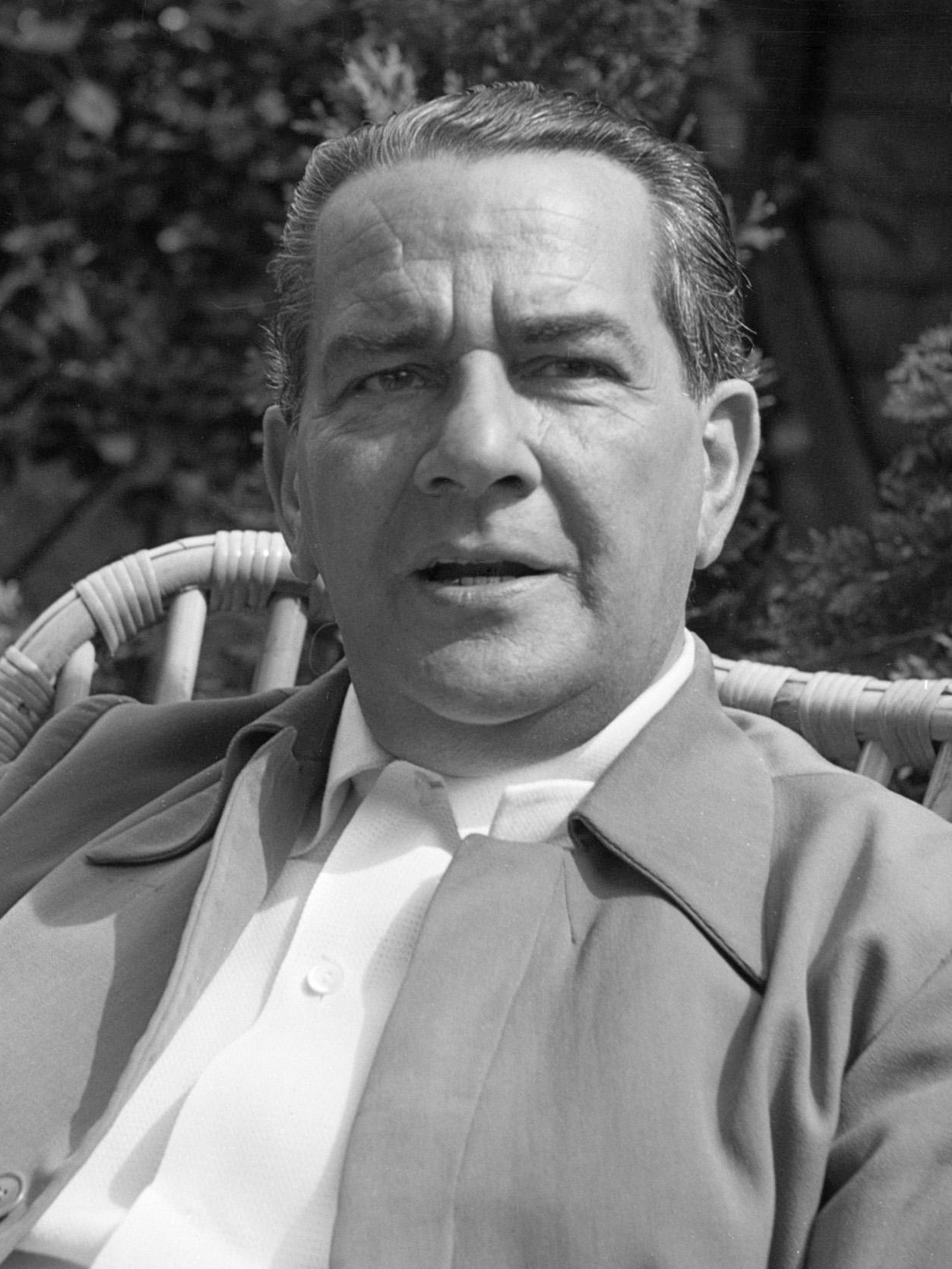
Eduard van Beinum (1954)

A mediados de la década de los 50, la heredera de los almacenes y esposa del editor de Los Angeles Times, Dorothy Buffum Chandler se convirtió en la líder de facto de la junta directiva de la orquesta. Además de dirigir los esfuerzos para crear un centro de artes escénicas para la ciudad que serviría como nuevo hogar de la Filarmónica, y eventualmente sería el Centro Musical de Los Ángeles, ella y otros querían un director más prominente para dirigir la orquesta; después de la partida de Wallenstein, Chandler dirigió los esfuerzos para contratar al director principal de la Orquesta del Concertgebouw, Eduard van Beinum como el director musical de LAPO. Los músicos, la gerencia y la audiencia de la Filarmónica amaron a Beinum, pero en 1959 sufrió un ataque cardíaco masivo mientras estaba en el pódium durante un ensayo de la Orquesta del Concertgebouw y murió.

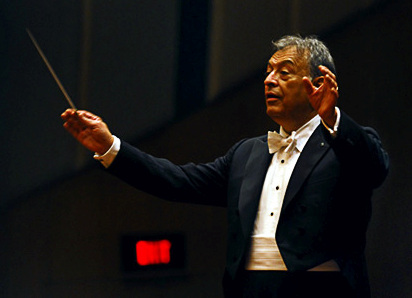
Zubin Mehta

En 1960, la orquesta, liderada de nuevo por Chandler, firmó a Georg Solti para un contrato de tres años como director musical, después de haber sido invitado por la orquesta en los conciertos de invierno en el centro, en el Hollywood Bowl y en otros lugares del sur de California como Santa Bárbara. Solti debía comenzar oficialmente su mandato en 1962, y la Filarmónica había esperado que él dirigiría a la orquesta cuando se trasladó a su nueva sede en el entonces aún no terminado Dorothy Chandler Pavilion; incluso comenzó a nombrar músicos para la orquesta. Sin embargo, Solti renunció abruptamente a la posición en 1961 sin tomar oficialmente el puesto después de enterarse de que la junta directiva de la Filarmónica no lo había consultado antes de nombrar a Zubin Mehta, entonces de 26 años de edad para ser director adjunto de la orquesta. Mehta fue nombrado subsecuentemente para substituir Solti.

### 1969-1998: mandato de Ernest Fleischmann

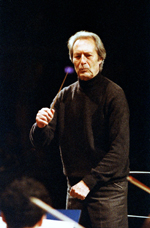
C. M. Giulini

En 1969, la orquesta contrató a Ernest Fleischmann para ser vicepresidente ejecutivo y director general. Durante su mandato, la Filarmónica instituyó una serie de ideas entonces revolucionarias, incluyendo la creación de la Sociedad de Música de Cámara Filarmónica de Los Ángeles y el Grupo Filarmónico de Nueva Música de Los Ángeles y sus conciertos "Umbrella Verde"; ambos grupos adjuntos estaban compuestos por músicos de la orquesta, pero ofrecieron series de actuaciones separadas y distintas de los conciertos tradicionales de la Filarmónica. Eventualmente fueron imitados por otras orquestas de todo el mundo. Este concepto estaba por delante de su tiempo, y fue una consecuencia de la filosofía de Fleischmann, la más famosa en su discurso de apertura del 16 de mayo de 1987 en el Instituto de Música de Cleveland titulado, "La orquesta está muerta, viva la comunidad de músicos".
Cuando Zubin Mehta salió para dirigir la Filarmónica de Nueva York en 1978, Fleischmann convenció a Carlo Maria Giulini para que asumiera el cargo de Director Musical. El tiempo de Giulini con la orquesta fue bien considerado, sin embargo, renunció a la posición después de que su esposa enfermara, y volvió a Italia.
En 1985, Fleischmann se volvió hacia André Previn con la esperanza de que sus credenciales de dirección y su tiempo en los estudios de Hollywood añadirían un toque local y mejorarían la conexión entre el director, la orquesta y la ciudad. Mientras que el mandato de Previn fue musicalmente satisfactorio, otros directores, entre ellos Kurt Sanderling, Simon Rattle y Esa-Pekka Salonen, obtuvieron mejores resultados en la taquilla. Previn se enfrentaba frecuentemente con Fleischmann; uno de esos conflictos se produjo por el fracaso de Fleischmann en consultar Previn sobre la decisión de nombrar a Salonen como "principal director invitado", un movimiento que refleja la anterior controversia de Solti/Mehta. Debido a las objeciones de Previn, la posición y la oferta de gira por Japón hechas a Salonen fueron retiradas; sin embargo, poco después en abril de 1989, Previn renunció, y cuatro meses más tarde, Salonen fue nombrado director musical, tomando oficialmente el puesto en octubre de 1992. El debut de Salonen con la orquesta había sido en 1984.

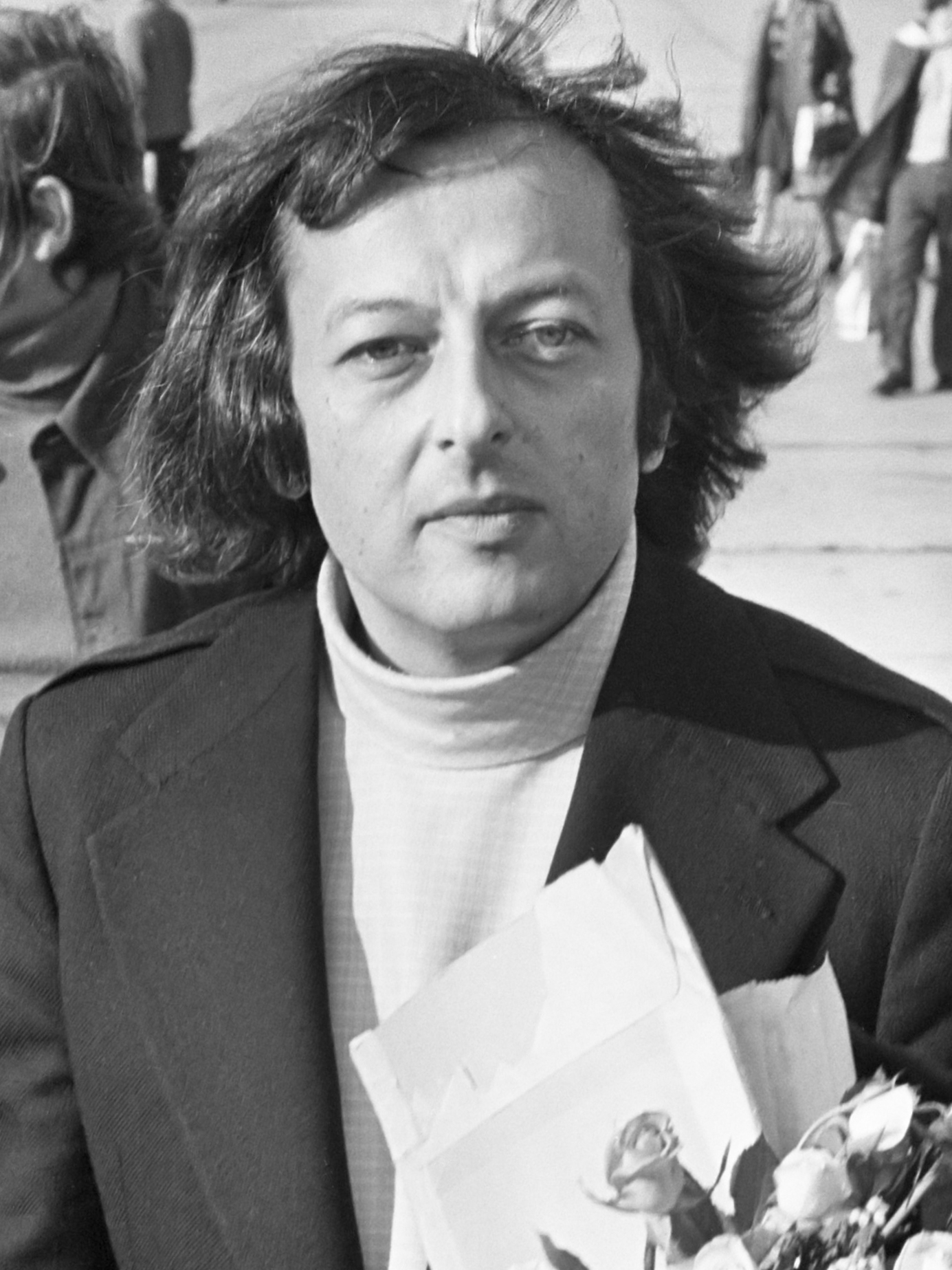
André Previn

El mandato de Salonen con la orquesta comenzó con una residencia en el Festival de Salzburgo de 1992 en actuaciones de concierto y como orquesta en una producción de la ópera Saint François d'Assise de Olivier Messiaen; era la primera vez que una orquesta americana tenía esa oportunidad. Salonen tomó más tarde a la orquesta en muchas otras giras por los Estados Unidos, Europa, y Asia, y residencias en el Festival de Lucerna en Suiza, The Proms en Londres, en Colonia para un festival de las propias obras de Salonen y en 1996 en el Théâtre du Châtelet en París para un festival Stravinsky dirigido por Salonen y Pierre Boulez. Fue durante la residencia de París que los principales miembros de la junta filarmónica escucharon a la orquesta actuar en acústica mejorada y fueron revigorizados para dirigir los esfuerzos de recaudación de fondos para ser construido Walt Disney Concert Hall.
Bajo el liderazgo de Salonen, la Filarmónica se ha convertido en una orquesta extremadamente progresista y bien considerada. Alex Ross de The New Yorker dijo esto:
"La era de Salonen en L.A. puede marcar un punto de inflexión en la historia reciente de la música clásica en América. Es una historia no de un individuo que imprime mágicamente su personalidad en una institución, sino de un individuo y una institución que sacan a relucir capacidades imprevistas y demuestran cuánta vida permanece en la propia orquesta, a la vez el más conservador y el más poderoso de los organismos musicales."
" ... ninguna orquesta estadounidense coincide con la Filarmónica L.A. en su capacidad de asimilar una enorme variedad de música en un momento dado. [Thomas] Adès, que primero dirigió su propia música en Los Ángeles [en 2005] y se ha convertido en un visitante anual, me dijo: "Siempre parecen comenzar por encontrar exactamente el estilo de interpretación adecuado para cada pieza de música -el tipo de sonido , el tipo de fraseo, la respiración, los ataques, los colores, el todo indefinible. Eso no debería ser inusual, pero lo es".
Cuando Fleischmann decidió retirarse en 1998 después de 28 años al timón, la orquesta nombró a Willem Wijnbergen como su nuevo Director Ejecutivo. Wijnbergen, pianista y administrador de artes holandés, había sido el director gerente de la Concertgebouw Orchestra en Ámsterdam. Inicialmente, su nombramiento fue aclamado como un éxito importante para la orquesta.

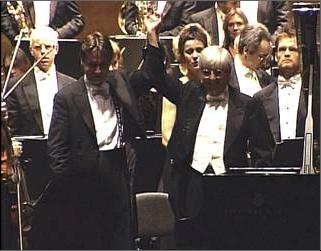
Esa Pekka Salonen y el pianista Ramon Coll. 2002

Una de sus decisiones más importantes fue modificar la programación del Hollywood Bowl: aumentó el número de conciertos de jazz y nombró a John Clayton como primer músico de jazz de la orquesta. A pesar de algunos éxitos, Wijnbergen dejó la orquesta en 1999 después de un año lleno de controversia, y no está claro si renunció o fue despedido por el consejo de administración.

### 1999-2009: primera etapa del mandato de Deborah Borda
Más tarde ese mismo año, se contrató a Deborah Borda, entonces directora ejecutiva de la Filarmónica de Nueva York, para hacerse cargo de la dirección ejecutiva de la orquesta. Comenzó su mandato en enero de 2000, y más tarde se le dio el título de Presidenta y directora general. Después de los problemas financieros experimentados durante el corto período de tiempo de Wijnbergen, Borda puso a la organización en una sólida situación financiera. También se le debe, junto con Salonen, Frank Gehry y Yasuhisa Toyota, la exitosa mudanza de la orquesta al Walt Disney Concert Hall, y por apoyar y complementar sin reservas la visión artística de Salonen. Un ejemplo citado por Alex Ross:
"Quizás la noción más audaz de Borda es dar a los compositores visitantes como John Adams y Thomas Adès el mismo trato real que se extiende a los gustos de Yo-Yo Ma y Joshua Bell; Borda habla de "compositores heroicos". Una actuación reciente de la Sinfonía monumental de California de Adams "Naïve and Sentimental Music" en la serie Casual Fridays de la orquesta ... consiguió una sala casi llena. El enfoque de Borda ha revitalizado la serie de música nueva de la orquesta, llamada Green Umbrella, que Fleischmann estableció en 1982. En los primeros tiempos atrajo audiencias modestas, pero en los últimos años la asistencia ha aumentado mucho. El compositor australiano Brett Dean en un concierto de Green Umbrella dijo que era la mayor audiencia de música nueva que había visto.
El 13 de julio de 2005, un joven director venezolano, Gustavo Dudamel, hizo su debut con el LA Phil en el Hollywood Bowl. En su debut en Estados Unidos el martes por la noche, un director de Venezuela de 24 años de edad, con pelo rizado, patillas largas y una cara de
bebé logró algo cada vez más raro y difícil en el Hollywood Bowl. Él consiguió una atención normal, llena, inmediata y arrebatada de la audiencia.
El 4 de enero de 2007, Dudamel hizo su debut en el Walt Disney Concert Hall con la LA Phil incitando al crítico de Los Angeles Times, Mark Swed, a escribir "Una grandeza como esta no viene a menudo". En septiembre de 2007, se anunció que Esa-Pekka Salonen renunciaría como director musical del LAP al final de la temporada 2008-2009, con Gustavo Dudamel convirtiéndose en su sucesor. En 2007, dos años antes del comienzo oficial de Dudamel como director musical, el LA Phil estableció YOLA (Orquesta Juvenil de Los Ángeles). El modelo de YOLA, una iniciativa sin fines de lucro que provee a niños desamparados con instrumentos, instrucción y profundas lecciones sobre orgullo, comunidad y compromiso, es El Sistema, el programa nacional de formación musical de Venezuela que, hace 27 años, alimentó el talento de un niño prodigio de solo 5 años que tocaba el violín y se llamaba Gustavo". Justo antes del comienzo de su temporada inaugural con el LA Phil, Dudamel, el 11 de mayo de 2009, fue incluido por la revista Time en "Las 100 personas más influyentes del mundo."

### 2009-presente: la era Dudamel

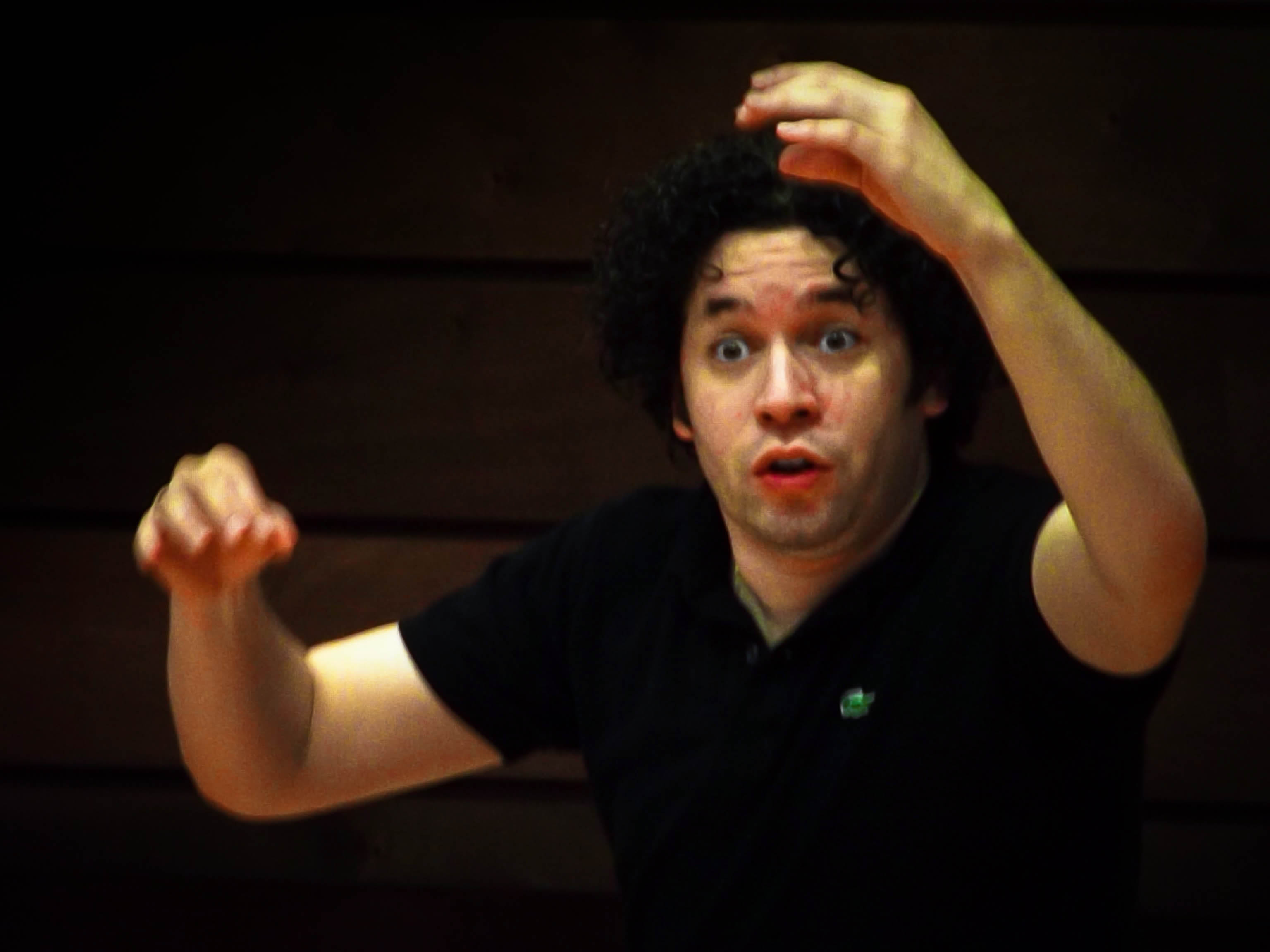
Gustavo Dudamel 2012

Gustavo Dudamel comenzó su mandato oficial como director musical de la Filarmónica de Los Ángeles en 2009 con conciertos tanto en el Hollywood Bowl (¡Bienvenido Gustavo!) el 3 de octubre de 2009 como en la Gala Inaugural en el Walt Disney Concert Hall el 8 de octubre de 2009. En 2010 y 2011, Dudamel y LA Phil recibieron el Premio Morton Gould por la Programación Innovadora de la ASCAP. En 2012, Dudamel y la orquesta ganaron el premio por la programación de música contemporánea por la ASCAP. En 2012, Dudamel, la Filarmónica de Los Ángeles y la Orquesta Sinfónica Simón Bolívar de Venezuela interpretaron las nueve sinfonías de Mahler durante tres semanas en Los Ángeles y una semana en Caracas "un tributo gigantesco al compositor". Ese mismo año, la orquesta lanzó un proyecto de tres años para presentar las óperas de Mozart / Da Ponte, diseñadas cada una en colaboración con arquitectos famosos y diseñadores de vestuario. La serie se estrenó en 2012 con Frank Gehry y Rodarte diseñando Don Giovanni y continuó en 2013 con Jean Nouvel y Azzedine Alaïa diseñando Le Nozze di Figaro. En octubre de 2011, Dudamel fue nombrado Artista del Año por Gramophone. En 2012, Dudamel y LA Phil recibieron un premio Grammy a la Mejor Interpretación Orquestal por su grabación de la Cuarta Sinfonía de Brahms. Dudamel también fue nombrado músico de América del año 2013 por Musical America. El compromiso continuo de LA Phil con la innovación y la nueva música bajo la dirección de Dudamel y Borda llevó al crítico neoyorquino Alex Ross a nombrar a LA Phil "la más creativa y, por lo tanto, la mejor orquesta de América". En 2017, Zachary Woolfe, editora de música clásica del New York Times, llamó a la Filarmónica de Los Ángeles "la orquesta más importante de América.

## Directores

### Directores musicales

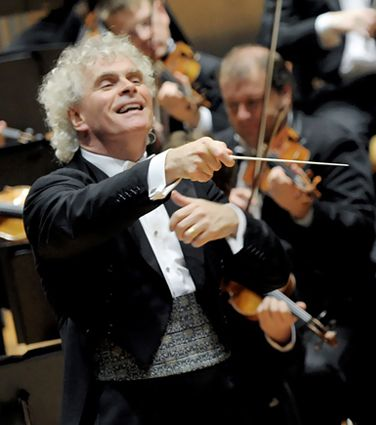
Simon Rattle

- Walter Henry Rothwell (1919–1927)

- Georg Schnéevoigt (1927–1929)
- Artur Rodziński (1929–1933)
- Otto Klemperer (1933–1939)
- Alfred Wallenstein (1943–1956)
- Eduard van Beinum (1956–1959)
- Zubin Mehta (1962–1978)
- Carlo Maria Giulini (1978–1984)
- André Previn (1985–1989)
- Esa-Pekka Salonen (1992–2009)
- Gustavo Dudamel (2009)

### Director laureado
- 2009-presente Esa-Pekka SalonenAntes del último concierto de Salonen como director musical de la Filarmónica de Los Ángeles el 19 de abril de 2009, la orquesta anunció su nombramiento como su primer director laureado "como reconocimiento de nuestra profunda gratitud hacia él y para significar que nuestra conexión continua". En respuesta, Salonen dijo:

Cuando la Junta me preguntó si aceptaría la posición de Director Laureado, me sentí abrumado, esta organización ha estado en el centro de mi vida musical durante 17 años y estoy muy orgulloso y honrado de que incluso me consideren para tan prestigioso título y me da un gran placer aceptar. La Filarmónica de Los Ángeles siempre jugará un papel importante en mi vida y esto es un símbolo de que nuestra relación continua.

### Directores invitados principales
- Leonard Slatkin 2015 1981-1985 Michael Tilson Thomas
- 1981-1994 Simon Rattle

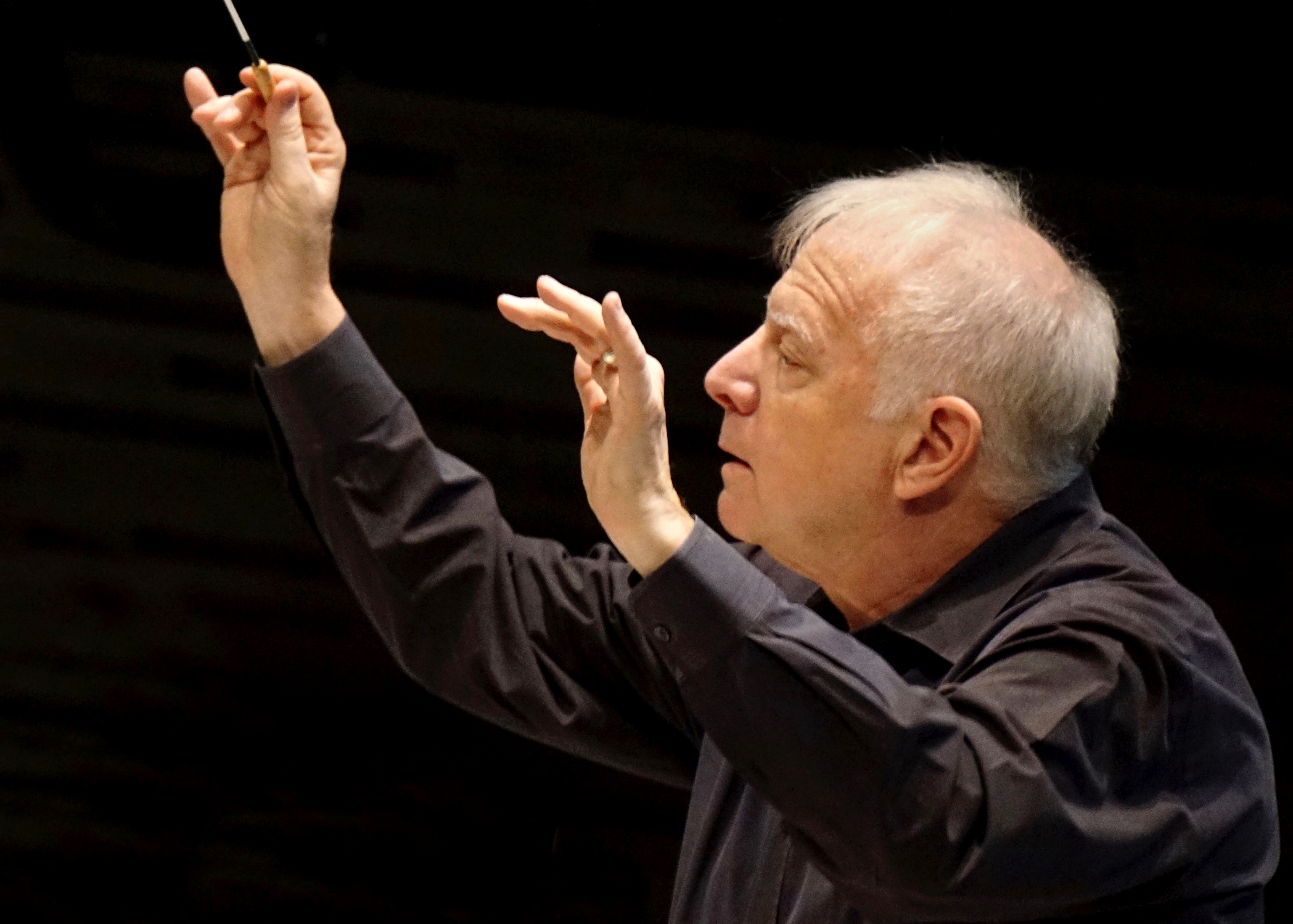
Leonard Slatkin 2015

- 2005-2007 Leonard Slatkin (Hollywood Bowl)
- 2008-2010 Bramwell Tovey (Hollywood Bowl)
- 2017- Susanna MälkkiRattle y Tilson Thomas fueron nombrados Director Invitado Principal simultáneamente bajo Carlo Maria Giulini, aunque el mandato de Tilson Thomas terminó mucho antes. Hasta 2016, eran los únicos dos directores en llevar oficialmente el título como tal.

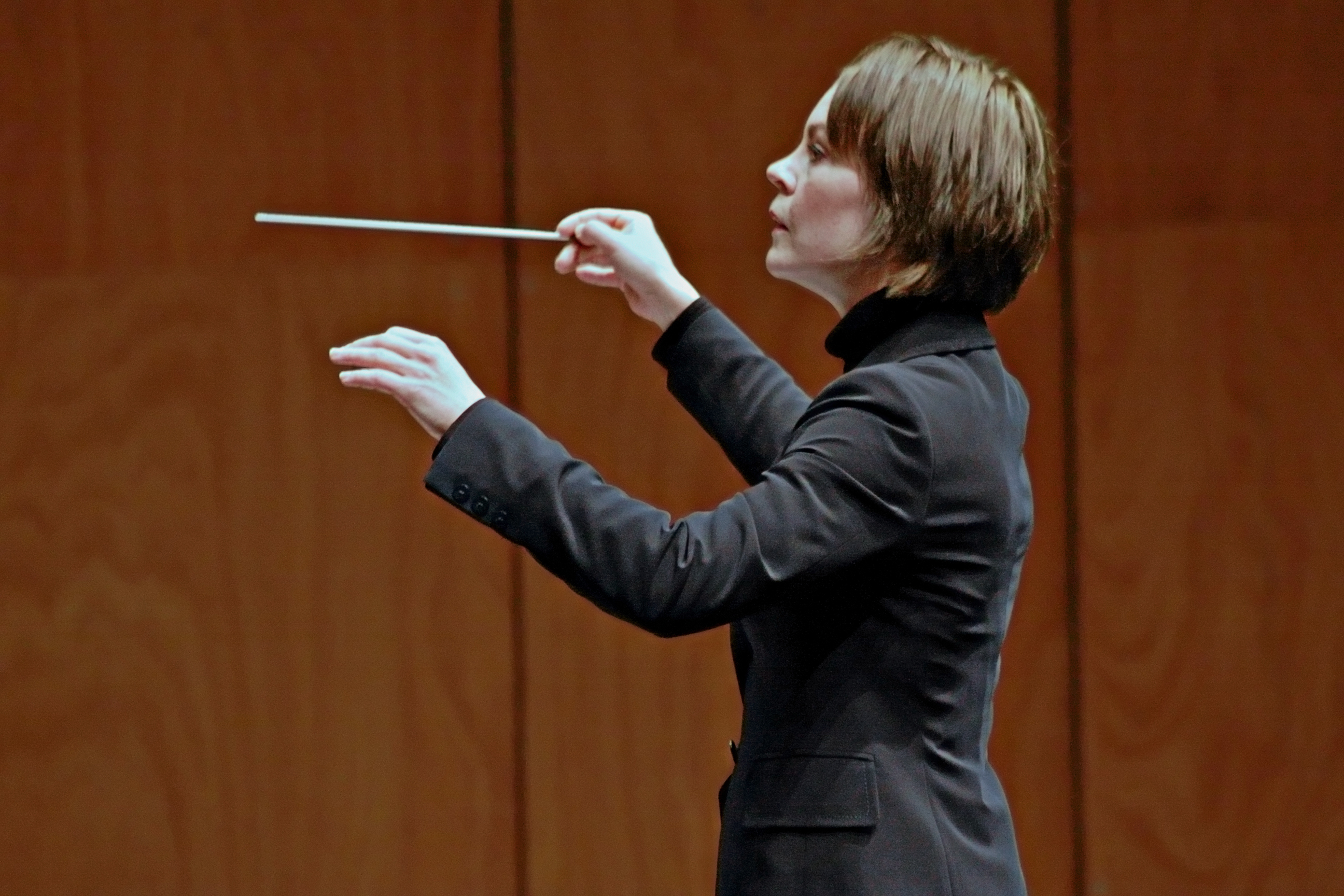
Susanna Mälkki

A partir del verano de 2005, la Filarmónica creó la nueva posición de director invitado principal de la Filarmónica de Los Ángeles en el Hollywood Bowl. Leonard Slatkin recibió inicialmente un contrato de dos años, y en 2007 recibió una prórroga de un año. En marzo de 2008, Bramwell Tovey fue nombrado al puesto para un contrato inicial de dos años a partir del verano de 2008; posteriormente recibió una prórroga de un año.
En abril de 2016, la LA Phil anunció que Susanna Mälkki sería la tercera directora invitada principal a partir de la temporada 2017-18. Su contrato inicial es de tres años.

### Otros directores notables

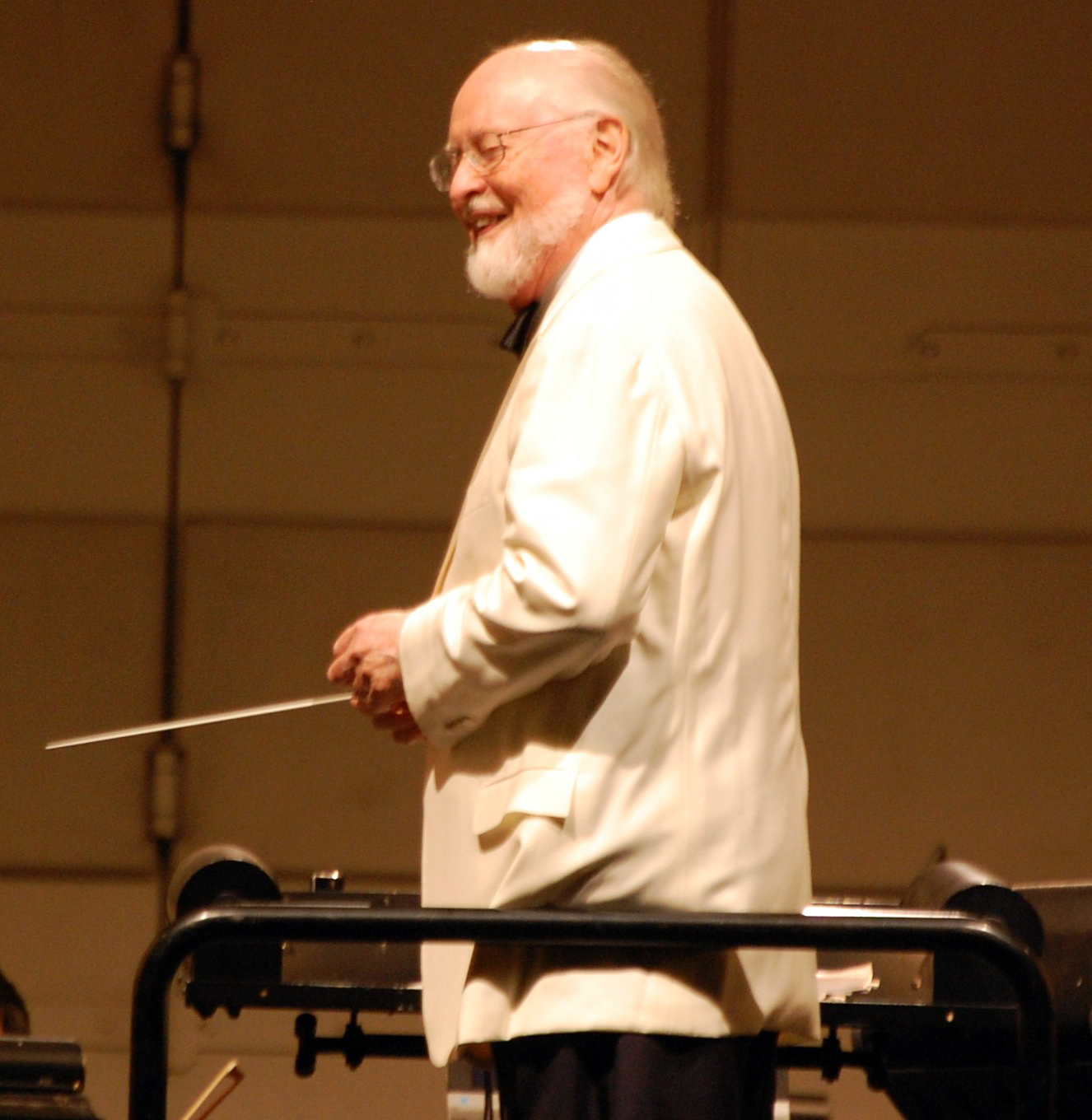
John Williams Hollywood Bowl

Otros directores con los que la orquesta ha mantenido estrechos vínculos incluyen a Sir John Barbirolli, Bruno Walter, Leopoldo Stokowski, Albert Coates, Fritz Reiner y Erich Leinsdorf; más recientemente, otros han incluido a Kurt Sanderling, Pierre Boulez, Leonard Bernstein, Charles Dutoit, Christoph Eschenbach y Rafael Frühbeck de Burgos.
Muchos compositores han dirigido la Filarmónica en conciertos y/o estrenos mundiales de sus obras, incluyendo a Igor Stravinsky, William Kraft, John Harbison, Witold Lutosławski, Aaron Copland, Pierre Boulez, Steven Stucky, John Williams, Jerry Goldsmith, John Adams, Thomas Adès, y Esa-Pekka Salonen.
Gran número de Directores Asociados han pasado a tener notables carreras posteriores. Entre ellos se encuentran Lawrence Foster, Calvin E. Simmons y William Kraft bajo Mehta, Sidney Harth y Myung-whun Chung bajo Giulini, Heiichiro Ohyama y David Alan Miller bajo Previn, y Grant Gershon, Miguel Harth-Bedoya, Kristjan Järvi y Alexander Mickelthwate bajo Salonen. Lionel Bringuier fue nombrado director auxiliar bajo Salonen antes de ser promovido a director adjunto y, finalmente, director residente bajo Dudamel; desde entonces, Mirga Gražinytė-Tyla ha servido como directora auxiliar y directora adjunta bajo Dudamel.

## Lugares de actuación
La orquesta tocó su primera temporada en el Trinity Auditorium en Grand Avenue y Ninth Street. En 1920, se trasladó a Fifth Street y Olive Avenue, en un lugar que anteriormente había sido conocido como Auditorio de Clune, pero fue rebautizado como Auditorio Filarmónico. De 1964 a 2003, la orquesta tocó sus principales conciertos de suscripción en el Dorothy Chandler Pavilion del Centro Musical de Los Ángeles. En 2003, se trasladó al nuevo Walt Disney Concert Hall, diseñado por Frank Gehry. Su actual "temporada de invierno" se extiende desde octubre hasta finales de mayo o principios de junio.
Desde 1922, la orquesta ha tocado conciertos al aire libre durante el verano en el Hollywood Bowl, en la "temporada de verano" que va de julio a septiembre.
Bajo la conducción de Salonen, con motivo de su aniversario, la Orquesta Filarmónica de los Angeles realizó una gira internacional durante 3 años con extraordinario éxito. 1994 México formo parte de los países visitados y el Palacio de Bellas Artes se vistió de gala. 
La Filarmónica de Los Ángeles ha tocado por lo menos un concierto al año en su ciudad hermana, Santa Bárbara, presentada por la Community Arts Music Association (CAMA), junto con otros conciertos regulares en varias ciudades del sur de California como Costa Mesa, San Diego, Palm Springs, entre muchas otras.

## Discografía seleccta

### Gustavo Dudamel

#### Deutsche Grammophon
- Adams: The Gospel According to the Other Mary (Kelley O'Connor & Tamara Mumford, mezzosoprano; Brian Cummings, Daniel Bubeck, Nathan Medley, contratenores; Russell Thomas, tenor; Los Angeles Master Chorale) (primera grabación mundial)
- Mahler: Sinfonía n.º 9

#### DG Concerts — en vivo en elWalt Disney Concert Hall
- Adams: City Noir (Carrie Dennis, viola; Timothy McAllister, alto saxophone; William Lane, horn; Donald Green, trumpet; James Miller, trombone) (world premiere recording)
- Adams: Slonimsky's Earbox
- Bartók: Concierto para orquesta
- Berlioz: Symphonie fantastique
- Bernstein: Sinfonía n.º 1 "Jeremiah" (Kelley O'Connor, mezzosoprano)
- Brahms: Sinfonía n.º 4
- Debussy: La mer
- Donizetti: La fille du régiment, "Ah mes amis" (Juan Diego Flórez, tenor)
- Granda (arr. Flórez): "La flor de la canela" (Juan Diego Flórez, tenor)
- Grever: "Júrame" (Todos dicen ques...) (Juan Diego Flórez, tenor)
- Gutiérrez (arr. Pena): "Alma llanera" (Juan Diego Flórez, tenor)
- Lara (arr. Guinovart): "Granada" (Juan Diego Flórez, tenor)
- Mahler: Sinfonía n.º 1
- Márquez: Danzón n.º 2
- Moncayo: Huapango
- Rossini: Obertura La gazza ladra
- Rossini: La cenerentola, "Principe più non se" (Juan Diego Flórez, tenor)
- Rossini: Obertura Semiramide
- Rossini: Semiramide, "La speranza più soave" (Juan Diego Flórez, tenor)
- Stravinsky: El pájaro de fuego (completo)
- Verdi: Rigoletto, "La donna è mobile" (Juan Diego Flórez, tenor)

#### OMM
- Glass: Doble concierto para piano (Katia & Marielle Labéque, piano) Solo en iTunes

### Carlo Maria Giulini

#### Deutsche Grammophon
- Beethoven: Sinfonía n.º 3 "Eroica"
- Beethoven: Sinfonía n.º 5
- Beethoven: Sinfonía n.º 6
- Bizet: Carmen, "La fleur que tu m’avais jetee" (Plácido Domingo, tenor)
- Bizet: Les pêcheurs de perles, "Je crois entendre encore" (Plácido Domingo, tenor)
- Brahms: Sinfonía n.º 1
- Brahms: Sinfonía n.º 2
- Chaikovski: Sinfonía n.º 6 "Pathétique"
- Chopin: Andante spianato y Gran Polonesa brillante, Op. 22 (Krystian Zimerman, piano)
- Chopin: Concierto para piano n.º 1 (Krystian Zimerman, piano)
- Chopin: Concierto para piano n.º 2 (Krystian Zimerman, piano)
- Debussy: La mer
- Donizetti: L'elisir d'amore, "Una furtiva lagrima" (Plácido Domingo, tenor; Roger Wagner Chorale)
- Donizetti: Lucia di Lammermoor, "Tombe degl’avi miei" – "Fra poco a me ricovero" (Plácido Domingo, tenor)
- Flotow: Martha, "Ach, so fromm" (Plácido Domingo, tenor)
- Halévy: La Juive, "Rachel, quand du Seigneur la grace tutelaire" (Plácido Domingo, tenor)
- Meyerbeer: L'Africaine, "Pays merveilleux . . . O paradis" (Plácido Domingo, tenor)
- Ravel: Ma mère l'oye
- Ravel: Rapsodie espagnole
- Respighi: Feste romane
- Schumann: Obertura Manfred
- Schumann: Sinfonía n.º 3 "Renana"
- Strauss, R.: Don Juan
- Verdi: Aida, "Se quell guerrier io fossi!" – "Celeste Aida" (Plácido Domingo, tenor)
- Verdi: Don Carlo, "Fontainebleau! Foresta immense e solitaria!" (Plácido Domingo, tenor)
- Verdi: Ernani, "Merce, kiletti amici . . . Come rugiada al cespite" (Plácido Domingo, tenor)
- Verdi: Falstaff (completa. Grabado en vivo en el Dorothy Chandler Pavilion) (Renato Bruson, Katia Ricciarelli, Lucia Valentini-Terrani, Barbara Hendricks, Brenda Boozer, Dalmacio González, Leo Nucci, Francis Egerton, William Wildermann, Los Angeles Master Chorale)
- Verdi: Il trovatore, "Ah si, ben mio . . . l'onda de-suoni mistici . . . Di quella" (Plácido Domingo, tenor; Roger Wagner Chorale)

### Sergei Koussevitzky

#### Iron Needle (live at the Hollywood Bowl: August 1948)
- Rachmaninov: Concierto para piano n.º 3 Op. 30 (Vladimir Horowitz, piano)

#### Rockport Records (live at the Hollywood Bowl: Sept 3, 1949)
- Prokófiev: Sinfonía n.º 1 Op. 25 "Clásica"
- Rachmaninov: Concierto para piano n.º 2 Op. 18 (Arthur Rubinstein, piano)

### Erich Leinsdorf

#### EMI Classics/Seraphim
- Chaikovski: Concierto para piano n.º 1 (Leonard Pennario, piano)
- Chaikovski: Sinfonía n.º 6 "Pathétique"
- Debussy: La mer
- Dvořák: Sinfonía n.º 9 "Del Nuevo Mundo"
- Grieg: Concierto para piano (Leonard Pennario, piano)
- Rachmaninov: Rapsodia sobre un tema de Paganini Op. 43 (Leonard Pennario, piano)
- Ravel: Daphnis et Chloé, Suite n.º 2
- Strauss, R.: Muerte y transfiguración
- Wagner: Tristan und Isolde, Prelude & Liebestodt

#### Sheffield Lab Records
- Debussy: Prélude à l'après-midi d'un faune
- Prokófiev : Suite Romeo y Julieta
- Stravinsky: Suite El pájaro de fuego
- Wagner: Cabalgata de las valquirias; Preludio de Tristan und Isolde; Siegfried's Funeral Music; Forest Murmurs

### Jesús López-Cobos

#### Musical Heritage Society
- Goldmark: Rustic Wedding Symphony, Op. 26 (Ländliche Hochzeit)

### Zubin Mehta

#### Atlantic/WEA
- The 3 Tenors in Concert 1994 (con Los Angeles Music Center Opera Chorus)
- Ernesto De Curtis: "Non ti scordar di me" (Luciano Pavarotti, tenor)
- De Curtis: "Tu, ca nun chiagne!" (José Carreras, tenor)
- Lara: "Granada" (Plácido Domingo, tenor)
- Leoncavallo: Pagliacci, "Vesti la giubba" (Plácido Domingo, tenor)
- Massenet: Le Cid, "O Souverain, Ô Juge, Ô Père" (José Carreras, tenor)
- Massenet: Werther, "Pourquoi Me Réveiller" (Luciano Pavarotti, tenor)
- Moreno Torroba: Maravilla, "Amor, vida de mi vida" (Plácido Domingo, tenor)
- Puccini: Turandot, "Nessun dorma" (Luciano Pavarotti, tenor)
- Rodgers: Spring Is Here, "With a Song in My Heart" (José Carreras, tenor)

#### RCA Red Seal
- Beethoven: Concerto para violín (Pinchas Zukerman, violín)
- Brahms: Concierto para violín en re mayor, Op. 77 (Pinchas Zukerman, violín)
- Respighi: Feste romane
- Strauss, R.: Don Juan

#### Cambria
- Kraft: Concierto para cuatro percusionistas y orquesta (Charles DeLancey, Forrest Clark, William Kraft, Walter Goodwin, percusionistas)
- Kraft: Contextures: Riots - Decade '60

#### London/Decca
- Beethoven: Concierto para piano n.º 5, Op. 73 "Emperador" (Alicia de Larrocha, piano)
- Bernstein: Obertura Candide
- Bizet: Carmen, Preludios de los Actos 1 & 4
- Bruckner: Sinfonía n.º 4 "Romántica"
- Bruckner: Sinfonía n.º 8
- Chaikovski: Romeo y Julieta
- Chaikovski: Marcha eslava, Op. 31
- Chaikovski: Solemn Obertura 1812
- Chaikovski: Sinfonía n.º 1 Op. 13 "Sueños de invierno"
- Chaikovski: Sinfonía n.º 2 Op. 17 "Pequeña Rusia"
- Chaikovski: Sinfonía n.º 3 Op. 29 "Polaca"
- Chaikovski: Sinfonía n.º 4 Op. 36
- Chaikovski: Sinfonía n.º 5 Op. 64
- Chaikovski: Sinfonía n.º 6 Op. 74 "Pathetique"
- Copland: Suite Appalachian Spring
- Copland: Fanfarria para el hombre corriente
- Copland: Lincoln Portrait (Gregory Peck, narrador)
- Dvořák: Obertura Carnaval
- Dvořák: Sinfonía n.º 8
- Dvořák: Sinfonía n.º 9 "Del Nuevo Mundo"
- Elgar: Variaciones Enigma
- Gershwin: An American in Paris
- Haydn: Concierto para trompeta (Thomas Stevens, trompeta)
- Holst: Los planetas (con las mujeres del Los Angeles Master Chorale)
- Ives: Decoration Day
- Ives: Sinfonía n.º 1
- Ives: Sinfonía n.º 2
- Ives: Variations on America
- Kraft: Concierto para cuatro percusionistas y orquesta
- Liszt: La batalla de los hunos
- Liszt: Orpheus
- Liszt: Mazeppa
- Mahler: Rückert-Lieder (Marilyn Horne, mezzosoprano)
- Mahler: Lieder eines fahrenden Gesellen (Marilyn Horne, mezzosoprano)
- Mahler: Sinfonía n.º 3 (Maureen Forrester, contralto; mujeres del Los Angeles Master Chorale; California Boys Choir)
- Mahler: Sinfonía n.º 5
- Mahler: Adagio de la Sinfonía n.º 10
- Mozart: Obertura Le nozze di Figaro
- Mussorgsky (orch. Ravel): Cuadros de una exposición
- Nielsen: Sinfonía n.º 4 "Lo Inextinguible"
- Ravel: Bolero
- Ravel: Daphnis et Chloé, Suite n.º 2
- Ravel: La valse
- Ravel: Ma mère l'oye
- Rimski-Kórsakov: Scheherezade (Sidney Harth, violín)
- Rossini: Obertura La gazza ladra
- Saint-Saëns: Sinfonía n.º 3 "Órgano" (Anita Priest, órgano)
- Schoenberg: Sinfonía de cámara, Op. 9
- Schoenberg: Variaciones para orquesta, Op. 31
- Schoenberg: Verklärte Nacht
- Scriabin: Sinfonía n.º 4, El poema del éxtasis
- Strauss, J. (hijo): Obertura Die Fledermaus
- Strauss, R.: Also sprach Zarathustra, Op. 30
- Strauss, R.: Sinfonía alpina, Op. 64
- Strauss, R.: Don Quijote, Op. 35 (Kurt Reher, violonchelo; Jan Hlinka, viola)
- Strauss, R.: Ein Heldenleben, Op. 40 (David Frisina, Violín)
- Strauss, R.: Sinfonía doméstica, Op. 53
- Stravinsky: Circus Polka
- Stravinsky: Petrushka
- Stravinsky: La consagración de la primavera
- Varèse: Arcana
- Varèse: Intégrales
- Varèse: Ionisation
- Verdi: Four Sacred Pieces (Yvonne Minton, mezzosoprano; Los Angeles Master Chorale)
- Verdi: Obertura La forza del destino
- Vivaldi: Piccolo Concerto in A minor, P.83 (Miles Zentner, piccolo)
- Von Suppe: Poet and Peasant Obertura
- Wagner: Obertura, Rienze
- Weber: Obertura, Der Freischütz
- Weber: Clarinet Concertino, Op. 26 (Michele Zukovsky, clarinet)
- Wieniawski: Polonaise de Concert, Op. 4 (Glenn Dicterow, violín)
- Wieniawski: Scherzo-Tarentelle, Op. 16 (Glenn Dicterow, violín)
- Williams: Close Encounters of the Third Kind (extractos)
- Williams: Star Wars Suite

#### Myto Records, en vivo en el Dorothy Chandler Pavilion (14-11-1967)
- Verdi: Requiem (Gwyneth Jones, soprano; Grace Bumbry, mezzosoprano; Franco Corelli, tenor; Ezio Flagello, baritone; Los Angeles Master Chorale)

#### Sony Classical
- Bartók: Concierto para violín n.º 2
- Bruch: Concierto para violín n.º 1 (Pinchas Zukerman, violín)
- Lalo: Symphonie espagnole, for violin and orchestra, Op. 21 (Pinchas Zukerman, violín)

### André Previn

#### Elektra/Nonesuch
- Kraft: Contextures II: The Final Beast (Mary Rawcliffe, soprano; Jonathan Mack, tenor; New Albion Ensemble; Pasadena Boys Choir)

#### New World Records
- Harbison: Concerto for Double Brass Choir and Orchestra
- Shapero: Symphony for Classical Orchestra
- Shapero: Nine Minute Obertura

#### Philips Classics
- Debussy: Prélude à l'après-midi d'un faune (Janet Ferguson, flute)
- Dukas: L'Apprenti sorcier
- Glinka: Obertura, Russlan and Ludmilla
- Ibert, Escales
- Mussorgsky: Night on Bald Mountain
- Prokófiev: Scythian Suite, for orchestra, Op. 20
- Prokófiev: Sinfonía n.º 1, "Classical"
- Prokófiev: Sinfonía n.º 5
- Prokófiev: Sinfonía n.º 6
- Prokófiev: Sinfonía n.º 7, Op. 131
- Prokófiev Symphony-Concerto Op. 125 for Cello and Orchestra (Heinrich Schiff, chelo)
- Ravel: Daphnis et Chloé, Suite n.º 2 (Anne Diener Giles, flute)
- Smetana: The Moldau
- Chaikovski: Fantasy Obertura, Romeo and Juliet

#### Telarc Records
- Bartók: Concerto for Orchestra
- Dvořák: Carnival Obertura, Op. 92
- Dvořák: Nocturne for string orchestra in B major (arr. from Str. Qrt. n.º 4 & Str. Qnt. B. 49), B. 47 (Op. 40)
- Dvořák: Obertura, My Home, Op. 62
- Dvořák: Scherzo Capriccioso, Op. 88
- Dvořák: Sinfonía n.º 7
- Dvořák: Sinfonía n.º 8
- Dvořák: Sinfonía n.º 9, Op. 95"Del Nuevo Mundo"
- Janáček: Sinfonietta
- Prokófiev: Alexander Nevsky (Christine Cairns, mezzosoprano; Los Angeles Master Chorale)
- Prokófiev: Suite, Lieutenant Kijé

### Simon Rattle

#### EMI Classics
- Rajmáninov: Sinfonía n.º 2 in E minor, Op. 27

### Esa-Pekka Salonen

#### Deutsche Grammophon
- Bartók: Suite, The Miraculous Mandarin
- Mussorgsky: St. John's Night on the Bare Mountain (original version)
- Salonen: Helix
- Salonen: Piano Concerto (Yefim Bronfman, piano)
- Shostakovich (orchestration by Gerard McBurney): Prologue to Orango—Ryan McKinny (Veselchak, bass-baritone), Jordan Bisch (Voice from the Crowd/Bass, bass), Michael Fabiano (Zoologist, tenor), Eugene Brancoveanu (Orango, baritone), Yulia Van Doren (Susanna, soprano), Timur Bekbosunov (Paul Mash, tenor), Los Angeles Master Chorale (Grant Gershon, Music Director) (world premiere recording)
- Shostakovich: Sinfonía n.º 4 in C minor, Op. 43
- Stravinsky: The Rite of Spring

#### DG Concerts — live at Walt Disney Concert Hall
- Beethoven: Sinfonía n.º 5
- Beethoven: Sinfonía n.º 7
- Beethoven: Sinfonía n.º 8
- Beethoven: Obertura, Leonore n.º 2
- Debussy: La mer
- Falla: El amor brujo
- Anders Hillborg: Eleven Gates (world premiere recording)
- Hindemith: Symphonic Metamorphoses on Themes of Weber
- Husa: Music for Prague 1968
- Ligeti: Concert românesc
- Lutosławski: Concerto for Orchestra
- Lutosławski: Sinfonía n.º 4
- Mosolov: Iron Foundry
- Pärt: Sinfonía n.º 4, "Los Angeles" (world premiere recording)
- Prokófiev: Suite from Romeo & Juliet
- Ravel: Ma Mère l'Oye
- Ravel: Piano Concerto for the Left Hand in D (Jean-Yves Thibaudet, piano)
- Salonen: Helix
- Sibelius: Sinfonía n.º 2 in D major for orchestra, Op. 43
- Shostakovich: Music from Lady Macbeth of Mtensk District
- Shostakovich: Suite from The Nose
- Stravinsky: The Firebird
- Wagner: Die Meistersinger von Nürnberg, Prelude
- Wagner: Die Meistersinger von Nürnberg, "Was duftet doch der Flieder" (Bryn Terfel, bass-baritone)
- Wagner: Die Walküre, The Ride of the Valkyries
- Wagner: Die Walküre, Wotan's Farewell and Magic Fire Music (Bryn Terfel, bass-baritone)
- Wagner: Lohengrin, Prelude to Act III
- Wagner: Tannhäuser, "O du, mein holder Abendstern" (Bryn Terfel, bass-baritone)

#### ECM
- Pärt: Sinfonía n.º 4, "Los Angeles"

#### Nonesuch
- Adams: Naïve and Sentimental Music

#### Ondine
- Saariaho: Du cristal ...
- Saariaho: ... à la fumée (Petri Alanko, alto flute; Anssi Karttunen, cello)

#### Philips Classics
- Bartók: Concierto para violín n.º 2 (Viktoria Mullova, violín)
- Stravinsky: Concierto para violín(Viktoria Mullova, violín)

#### Sony Classical
- Bach: Transcriptions (by Elgar, Mahler, Schoenberg, Stokowski, Webern)
- Bartók: Concerto for Orchestra
- Bartók: Music for Strings, Percussion, and Celesta
- Bartók: Concerto for Piano n.º 1, Sz. 83 (Yefim Bronfman, piano)
- Bartók: Concerto for Piano n.º 2, Sz. 95 (Yefim Bronfman, piano)
- Bartók: Concerto for Piano n.º 3, Sz. 119 (Yefim Bronfman, piano)
- Bruckner: Sinfonía n.º 4, "Romantic"
- Debussy: Prélude à l'après-midi d'un faune (Janet Ferguson, flute)
- Debussy: La mer
- Debussy: Images pour orchestre
- Debussy: Trois nocturnes (Women of the Los Angeles Master Chorale)
- Debussy: Le martyre de St. Sébastien (Fragments symphoniques)
- Debussy: La Damoiselle élue (Dawn Upshaw, soprano; Paula Rasmussen, mezzosoprano; Women of the Los Angeles Master Chorale)
- Goldmark: Concerto for Violin and Orchestra (Joshua Bell, violín)
- Hermann: Excerpts, Torn Curtain
- Hermann: Obertura, North by Northwest
- Hermann: Prelude, The Man Who Knew Too Much
- Hermann: Suite, Psycho
- Hermann: Suite, Marnie
- Hermann: Suite, Vertigo
- Hermann: Suite, Fahrenheit 451
- Hermann: Suite, Taxi Driver
- Hindemith: Mathis der Maler (symphony)
- Hindemith: Symphonic Metamorphosis on Themes of Weber
- Hindemith: The Four Temperaments (Emanuel Ax, piano)
- Lutosławski: Sinfonía n.º 1
- Lutosławski: Sinfonía n.º 2
- Lutosławski: Sinfonía n.º 3
- Lutosławski: Sinfonía n.º 4
- Lutosławski: Piano Concerto (Paul Crossley, piano)
- Lutosławski: Chantefleurs et Chantefables (Dawn Upshaw, soprano)
- Lutosławski: Fanfare for Los Angeles Philharmonic
- Lutosławski: Les espaces du sommeil (John Shirley-Quirk, baritone)
- Mahler: Sinfonía n.º 3 (Anna Larsson, contralto; Ralph Sauer, trombone; Donald Green, posthorn; Martin Chalifour, violin; Paulist Boy Choristers of California, Women of the Los Angeles Master Chorale)
- Mahler: Sinfonía n.º 4 (Barbara Hendricks, soprano)
- Mahler: Das Lied von der Erde (Plácido Domingo, tenor; Bo Skovhus, baritone)
- Marsalis: All Rise (Wynton Marsalis, trumpet; Lincoln Center Jazz Orchestra; Paul Smith Singers; Northridge Singers of California State University; Morgan State University Choir)
- Prokófiev: Violin Concertos Nos. 1 and 2 (Cho-Liang Lin, violín)
- Revueltas: Homenaje a Federico García Lorca
- Revueltas: La noche de los mayas
- Revueltas: Ocho por radio
- Revueltas: Sensemayá
- Revueltas: Ventanas for Large Orchestra
- Revueltas: First Little Serious Piece
- Revueltas: Second Little Serious Piece
- Salonen: Gambit
- Salonen: Giro
- Salonen: LA Variations
- Shostakovich: Concierto para piano n.º 1 (Yefim Bronfman, piano; Thomas Stevens, trumpet)
- Shostakovich: Concierto para piano n.º 2 (Yefim Bronfman, piano)
- Sibelius: Concerto for Violin and Orchestra (Joshua Bell, violín)
- Sibelius: En saga
- Sibelius: Kullervo Symphony, Op. 7 (Marianna Rorholm, mezzosoprano; Jorma Hynninen, baritone; Helsinki University Men's Chorus)
- Sibelius: Lemminkäinen Legends, Op 22 (Four Legends from the Kalevala)
- Stravinsky: Concierto para violín(Cho-Liang Lin, violín)

### William Steinberg

#### Cembal D'amour
- Chaikovski: Concierto para violínin D major, Op. 35 (Jascha Heifetz, violín)

### Leopold Stokowski

#### EMI Classics/Seraphim
- Holst: The Planets, Op. 32 (Women of the Roger Wagner Chorale)

### Michael Tilson Thomas

#### Sony Classical
- Bernstein: Music from Mass (Peter Hoffman, Deborah Sasson)
- Bernstein: Music from On the Town (Peter Hoffman, Deborah Sasson)
- Bernstein: Music from West Side Story (Peter Hoffman, Deborah Sasson)
- Gershwin: Rhapsody in Blue (Michael Tilson Thomas, pianist)
- Gershwin: Second Rhapsody, for piano & orchestra, Rhapsody in Rivets (Michael Tilson Thomas, pianist)
- Gershwin: For Lily Pons, for piano (Gershwin Melody n.º 79, realized by Michael Tilson Thomas)
- Gershwin: Promenade, for piano or orchestra (arrangement of "Walking the Dog" from Shall we Dance, film)
- Gershwin: Gershwin Live! (Recorded live at the Music Center) (Sarah Vaughan, vocal soloist, Michael Tilson Thomas and pianist). With An American in Paris, Rhapsody in Blue, etc.
- Prokofiev: The Love for Three Oranges, suite for orchestra, Op. 33 bis
- Prokofiev: El teniente Kijé, film score and suite for orchestra, Op. 60
- Prokofiev: Obertura in B-flat major, Op 42 "American"
- Prokofiev: Música de Cenicienta, Op 87
- Respighi: Fontane di Roma
- Respighi: Feste romane
- Chaikovski: Suite para orquesta n.º 3 in G major, Op. 55